# Силва, Мэтью
Давид Маркеш Перейра да Силва или Мэтью Силва (порт. Matthew Silva; 12 января 1992 года, Куартейра, Португалия) — португальский футболист и тренер.

## Биография
В качестве игрока выступал в низших лигах Португалии, Греции, Англии и Германии. В 27 лет дебютировал в качестве тренера. С 2021 года португалец работает в Литве. Силва был помощником наставника в клубе «Дайнава». Спустя время он возглавил его.
Вскоре Мэтью Силва вошел в штаб итальянца Фабио Маццоне в молодежной сборной Литвы, а летом также стал ассистентом главного тренера «Судувы» Мигела Морейры. В октябре после отставки своего соотечественника стал временно исполнять обязанности наставника команды.

## Семья
Старший брат тренера Джошуа Силва (род. 1990) также является футболистом. Он выступал за молодежную сборную Португалии.